# Конотоп Каміла Сергіївна
Каміла Сергіївна Конотоп (нар. 23 березня 2001, Харків, Україна) — українська важкоатлетка, Майстер спорту України міжнародного класу, чемпіонка Європи 2021 року.

## Життєпис та кар'єра
Народилась 23 березня 2001 року в Харкові.
У 2016 році на чемпіонаті Європи у Ейлаті Каміла Конотоп здобула бронзову медаль у категорії до 53 кг. Наступного року на чемпіонаті світу у Бангкоці вона також завоювала бронзову медаль у тій же категорії.
У 2018 році в Замості Каміла здобула срібну медаль на чемпіонаті Європи у категорії до 53 кг до 23 років. У тому ж році важкоатлетка брала участь у чемпіонаті світу в Ашгабаті в категорії до 55 кг, проте медалей не здобула.
У 2019 році Каміла взяла участь у чемпіонаті світу в жіночій категорії до 55 кг у Паттаї. Того ж року вона здобула золоту медаль в чемпіонаті Європи серед юніорів у Бухаресті. На міжнародному кубку Катару в Досі вона здобула срібну медаль в категорії до 55 кг.
У 2020 році Каміла здобула в Римі срібну медаль в категорії до 55 кг.
У квітні 2021 року Каміла Конотоп здобула золоту медаль в категорії до 55 кг на чемпіонаті Європи в Москві, обігнавши суперниць з Росії та Бельгії.
25 травня 2021 року вперше стала чемпіонкою світу серед юніорів, встановивши новий юніорський рекорд світу (212 кг).
26 липня 2021 року посіла п'яте місце з важкої атлетики на першій у кар'єрі Олімпіаді (Токіо). 
В категорії до 55 кг Каміла Конотоп завершила змагання з сумою 206 кг.
.
17 квітня 2023 року виступила на чемпіонаті Європи у Єревані, де у ваговій категорії до 59 кг виграла три золоті медалі, а також встановила три рекорди Європи
.

## Результати
| Рік                            | Місце                      | Вага             | Ривок            | Ривок            | Ривок            | Ривок            | Поштовх          | Поштовх          | Поштовх          | Поштовх          | Загалом          | Місце            |
| Рік                            | Місце                      | Вага             | 1                | 2                | 3                | Місце            | 1                | 2                | 3                | Місце            | Загалом          | Місце            |
| Олімпійські ігри               | Олімпійські ігри           | Олімпійські ігри | Олімпійські ігри | Олімпійські ігри | Олімпійські ігри | Олімпійські ігри | Олімпійські ігри | Олімпійські ігри | Олімпійські ігри | Олімпійські ігри | Олімпійські ігри | Олімпійські ігри |
| ------------------------------ | -------------------------- | ---------------- | ---------------- | ---------------- | ---------------- | ---------------- | ---------------- | ---------------- | ---------------- | ---------------- | ---------------- | ---------------- |
| 2020                           | Токіо, Японія              | до 55 кг         | 91               | 94               | 96               | Н/Д              | 106              | 110              | 112              | Н/Д              | 206              | 5                |
| 2024                           | Париж, Франція             | до 59 кг         | 104              | 106              | 106              | Н/Д              | 123              | 129              | 132              | Н/Д              | 227              | 7                |
| Чемпіонат світу                |                            |                  |                  |                  |                  |                  |                  |                  |                  |                  |                  |                  |
| 2023                           | Ер-Ріяд, Саудівська Аравія | до 59 кг         | 103              | 106              | 106              | 2                | 126              | 130              | 135              | 3                | 236              | 2                |
| 2022                           | Богота, Колумбія           | до 59 кг         | 98               | 101              | 102              | 3                | 116              | 119              | 121              | 8                | 223              | 6                |
| 2019                           | Паттая, Таїланд            | до 55 кг         | 83               | 86               | 88               | 12               | 100              | 104              | 106              | 18               | 192              | 16               |
| 2018                           | Ашгабат, Туркменістан      | до 55 кг         | 78               | 81               | 81               | 24               | 92               | 94               | 96               | 33               | 177              | 27               |
| Чемпіонат Європи               |                            |                  |                  |                  |                  |                  |                  |                  |                  |                  |                  |                  |
| 2024                           | Софія, Болгарія            | до 59 кг         | 102              | 105              | 108              | 1                | 121              | 125              | —                | 1                | 230              | 1                |
| 2023                           | Єреван, Вірменія           | до 59 кг         | 100              | 104              | 106              | 1                | 120              | 125              | 129              | 1                | 235              | 1                |
| 2022                           | Тирана, Албанія            | до 55 кг         | 90               | 90               | 94               | 2                | 107              | 110              | 113              | 1                | 207              | 2                |
| 2021                           | Москва, Росія              | до 55 кг         | 90               | 93               | 95               | 1                | 108              | 111              | 113              | 1                | 208              | 1                |
| Чемпіонат світу серед юніорів  |                            |                  |                  |                  |                  |                  |                  |                  |                  |                  |                  |                  |
| 2021                           | Ташкент, Узбекистан        | до 55 кг         | 89               | 93               | 96               | 1                | 108              | 113              | 116              | 1                | 212              | 1                |
| 2019                           | Сува, Фіджі                | до 55 кг         | 85               | 89               | 91               | 3                | 101              | 105              | 105              | 4                | 196              | 4                |
| 2017                           | Токіо, Японія              | до 58 кг         | 85               | 88               | 91               | 6                | 102              | 106              | 106              | 12               | 190              | 9                |
| 2016                           | Тбілісі, Грузія            | до 53 кг         | 73               | 76               | 78               | 6                | 86               | 98               | 91               | 10               | 169              | 6                |
| Чемпіонат світу серед юнаків   |                            |                  |                  |                  |                  |                  |                  |                  |                  |                  |                  |                  |
| 2017                           | Бангкок, Таїланд           | до 53 кг         | 80               | 84               | 85               | 3                | 94               | 98               | 101              | 5                | 186              | 3                |
| 2016                           | Пінанг, Малайзія           | до 53 кг         | 73               | 76               | 78               | 2                | 91               | 95               | 97               | 7                | 169              | 5                |
| Чемпіонат Європи серед молоді  |                            |                  |                  |                  |                  |                  |                  |                  |                  |                  |                  |                  |
| 2023                           | Бухарест, Румунія          | до 59 кг         |                  |                  | 107              | 1                |                  |                  | 130              | 1                | 237              | 1                |
| 2022                           | Дуррес, Албанія            | до 59 кг         | 96               | 100              | 104              | 1                | 111              | 116              | 121              | 1                | 220              | 1                |
| Чемпіонат Європи серед юніорів |                            |                  |                  |                  |                  |                  |                  |                  |                  |                  |                  |                  |
| 2021                           | Рованіемі, Фінляндія       | до 59 кг         | 90               | 93               | 95               | 1                | 108              | 111              | 114              | 1                | 209              | 1                |
| 2019                           | Бухарест, Румунія          | до 55 кг         | 86               | 89               | 91               | 1                | 100              | 105              | 107              | 2                | 198              | 1                |
| 2018                           | Замостя, Польща            | до 53 кг         | 79               | 82               | 84               | 2                | 94               | 96               | 98               | 4                | 182              | 2                |
| 2017                           | Дуррес, Албанія            | до 53 кг         | 79               | 81               | 82               | 4                | 93               | 96               | 99               | 4                | 175              | 4                |
| 2016                           | Ейлат, Ізраїль             | до 53 кг         | 71               | 74               | 76               | 3                | 88               | 92               | 94               | 3                | 166              | 3                |
| Чемпіонат Європи серед юнаків  |                            |                  |                  |                  |                  |                  |                  |                  |                  |                  |                  |                  |
| 2015                           | Ландскруна, Швеція         | до 53 кг         | 67               | 70               | 72               | 5                | 78               | 81               | 85               | 4                | 155              | 4                |
| Кубок світу                    |                            |                  |                  |                  |                  |                  |                  |                  |                  |                  |                  |                  |
| 2020                           | Рим, Італія                | до 55 кг         | 88               | 90               | 90               | 2                | 103              | 103              | 106              | 5                | 196              | 2                |
| 2019                           | Доха, Катар                | до 55 кг         | 88               | 90               | 92               | 1                | 103              | 106              | 110              | 2                | 202              | 2                |